# فلابرون

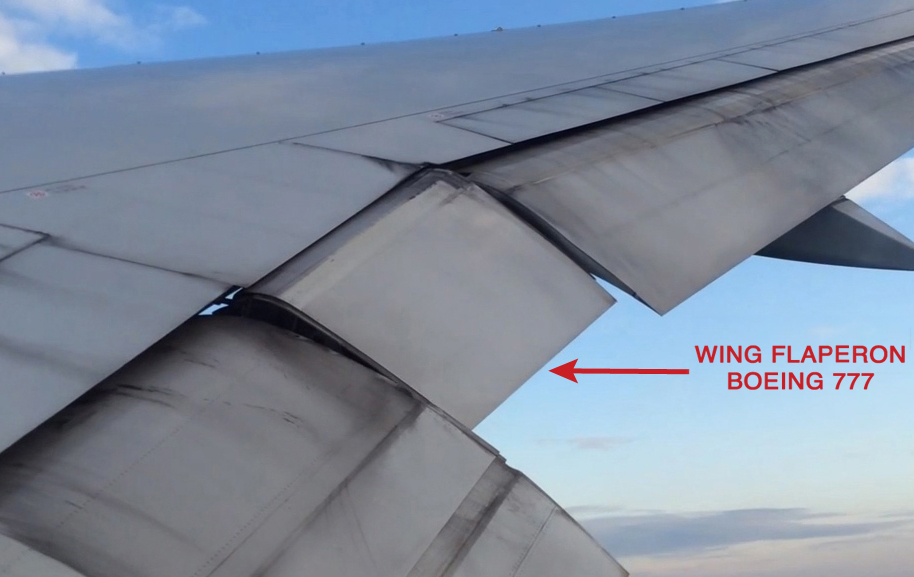
بوينغ 777 فلابرون.

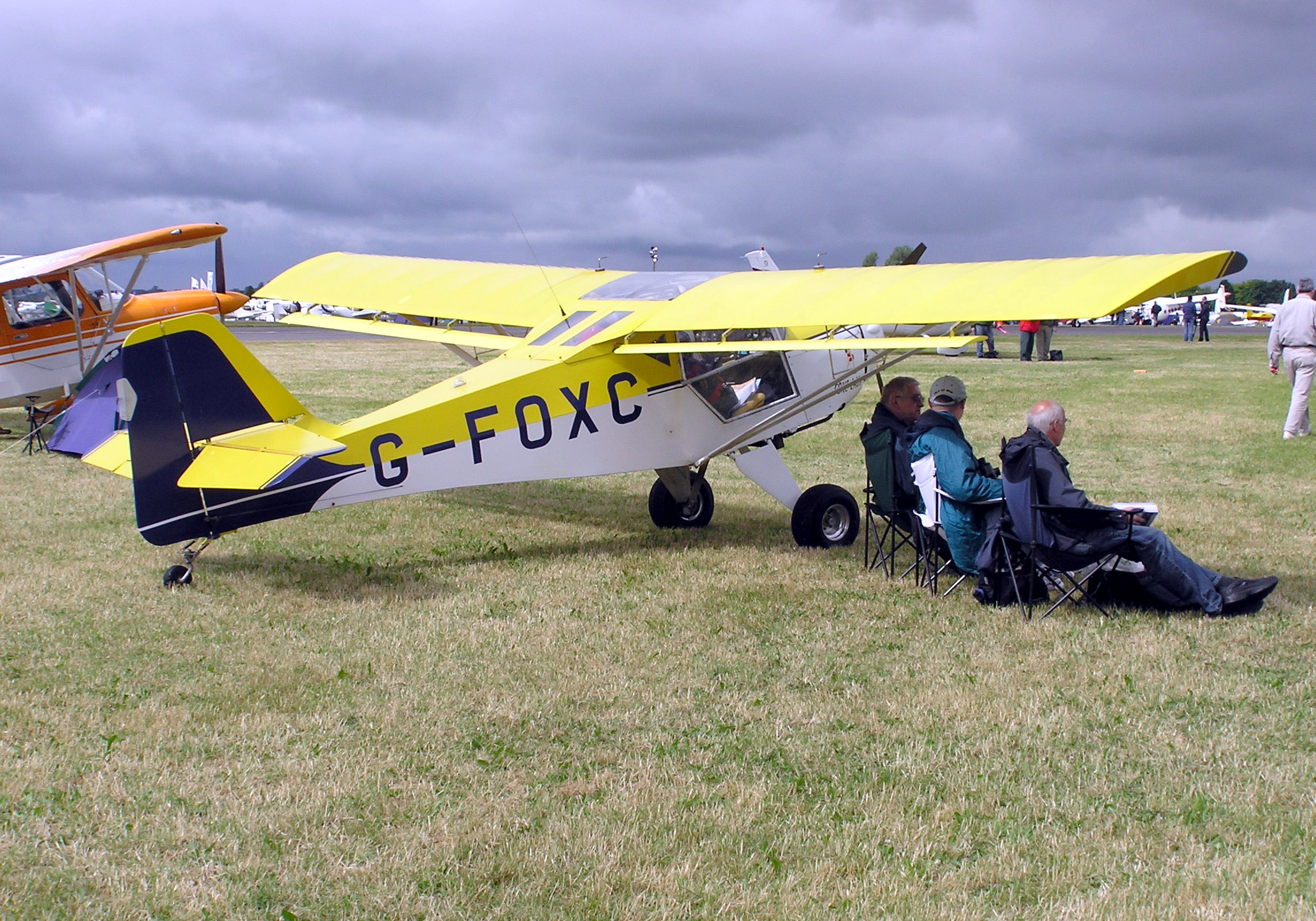
فلابرون على ديني كيتفوكسموديل 3، تم بناؤه عام 1991.

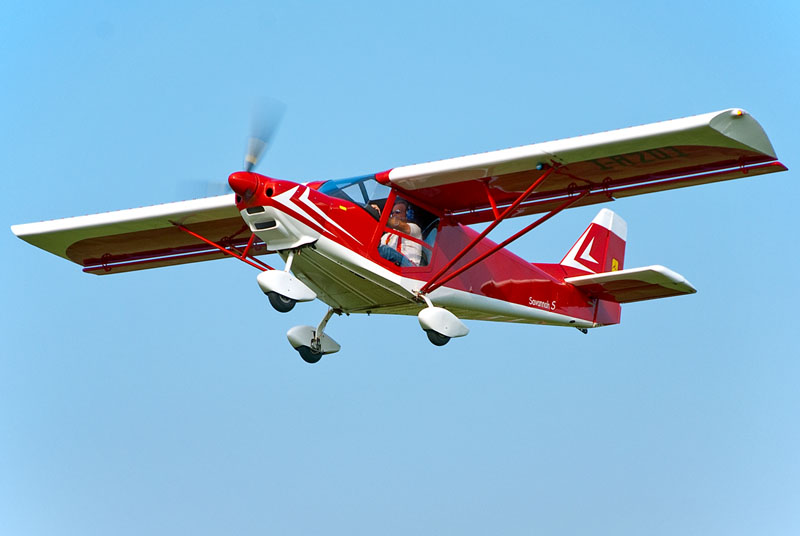
فلابرون (أسلوب يونكرز) على ICP Savannah Model S، تم بناؤه في عام 2010.

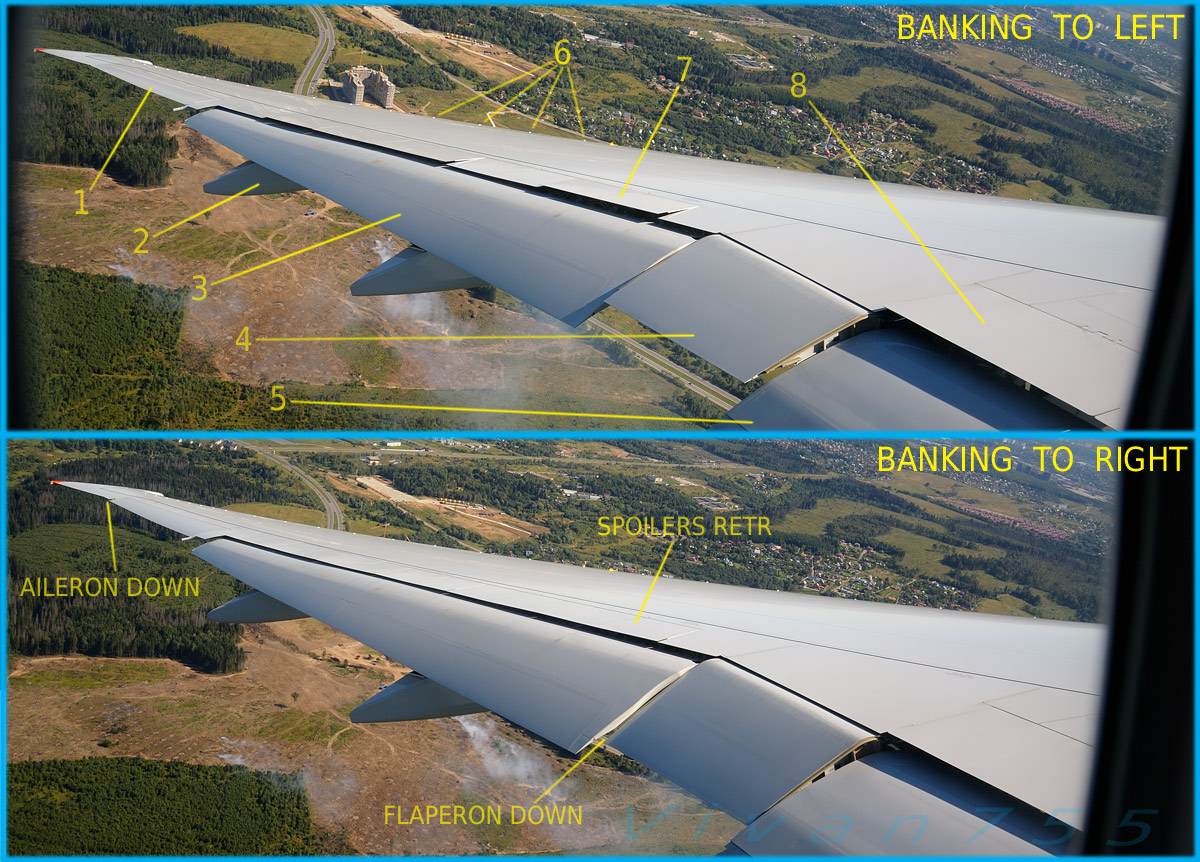
عمل الفلابرون على بوينغ 777

فلابرون (flaperon) (لفظ منحوت: من فلاب (flap) وايلرون (aileron) مثبت على جناح الطائرة، وهو نوع من أسطح توجيه والتحكم بالطيران الذي يجمع بين وظائف كل من القلاّبات والايلرون. تحتوي بعض الطائرات الصغيرة على فلابرون لأسباب تتعلق بساطة التصنيع، في حين أن بعض الطائرات التجارية الكبيرة مثل بوينغ 747 وبوينغ 767 و777 و787 قد تحتوي على رفرف بين اللوحات والجنيح. يحتوي الطراز 787 على تكوين يُعرف باسم «سبويلفلابرون» (SpoileFlaperon) يجمع بين عمل المفسدين والقلاّبات والجنيحات في سطح تحكم واحد.

## التشغيل
بالإضافة إلى التحكم في لفة أو رصيف الطائرة، كما هو الحال بالنسبة للجنيحات التقليدية، يمكن خفض كلا الرفائين معًا لتقليل سرعة المماطلة، على غرار مجموعة القلاّبات.
على متن طائرة بها فلابرون، لا يزال لدى الطيار أدوات التحكم القياسية المنفصلة للجنيحات والقلاّبات، لكن التحكم في القلاّبات يغير أيضًا نطاق حركة الفلابرون. يتم استخدام جهاز ميكانيكي يسمى «الخلاط» لدمج مدخلات الطيار في فلابرون. في حين أن استخدام فلابرون بدلاً من الجنيح والقلاّبات قد يبدو بسيطًا، إلا أن بعض التعقيد يظل من خلال تعقيدات الخلاط. 
تقوم بعض الطائرات، مثل ديني كيتفوكس، بتعليق فلابرون أسفل الجناح (بدلاً من ذلك بطريقة القلاّبات ذات الفتحات) لتوفير تدفق هواء غير مضطرب عند زوايا عالية للهجوم أو سرعات جوية منخفضة. عندما يتم تعليق سطح الفلابرون أسفل الحافة الخلفية للجناح، يُطلق عليهم أحيانًا اسم «يونكرز فلابرون» ("Junker Flaperons")، من نوع (doppelflügel) للأسطح الخلفية المستخدمة في عدد من طائرات يونكرز في ثلاثينيات القرن الماضي، مثل طائرة يونكرز يو 52، وقاذفة الغوص الانقضاضية الشهيرة في الحرب العالمية الثانية يونكرز يو 87 ستوكا. 

## بحث
يسعى البحث الحالي إلى تنسيق وظائف أسطح التحكم في طيران الطائرات (الجنيحات، والمصاعد، والمصاعد، والقلاّبات، والرفوف) لتقليل الوزن، والتكلفة، والسحب، والقصور الذاتي، وبالتالي تحقيق استجابة تحكم محسنة، وتقليل التعقيد، وتقليل رؤية الرادار لأغراض التخفي. قد يشمل المستفيدون من هذا البحث الطائرات بدون طيار (UAVs) وأحدث الطائرات المقاتلة. 
تتضمن مناهج البحث هذه الأجنحة المرنة والسوائل:

### أجنحة مرنة
في الأجنحة المرنة، يمكن أن يغير جزء كبير من سطح الجناح أو كله شكله أثناء الطيران لعكس تدفق الهواء. إكس-53 "الجناح المرن الهوائي النشط" (Active Aeroelastic Wing) هو أحد مجهودات ناسا. الجناح المتكيف المتكيف هو جهد عسكري وتجاري. قد يُنظر إلى هذا على أنه عودة إلى تزييف الجناح الذي استخدمه وحصل على براءة اختراع من قبل الأخوين رايت.

### موائع
في الموائع، تحدث القوى في المركبات من خلال التحكم في الدوران،  حيث يتم استبدال الأجزاء الميكانيكية الأكبر والأكثر تعقيدًا بأنظمة فلويديك أصغر وأبسط (فتحات تنبعث منها تدفقات الهواء)، حيث يتم تحويل القوى الأكبر في الموائع بواسطة نفاثات أصغر أو تدفقات الموائع بشكل متقطع، لتغيير اتجاه المركبات. في هذا الاستخدام، تعد السوائل بكتلة أقل، وتكاليف أقل (تصل إلى 50٪ أقل)، وأوقات خمول واستجابة منخفضة جدًا، فضلاً عن البساطة.  